# Payable on Death Live
Albums de POD
Brown
(1996) The Warriors EP
(1999)
Payable on Death Live est un album live du groupe de Rock POD, enregistré au festival de musique Tomfest le 18 février 1997. C'est le troisième et dernier album de POD sous le label Rescue Records. L'album a été remasterisé et ressorti par Rescue Records en 2001.

## Liste des pistes

### Version originale
1. One Day (5:11)
2. Draw the Line (3:06)
3. Selah (5:08)
4. Know Me (4:04)
5. Punk-Reggae Jam (3:10) (feat. Russel Castillo of Dogwood)
6. Breathe Babylon (6:27) (feat. Dirt)
7. Preach (3:03)
8. Full Color (6:45)

### Version remasterisée
1. One Day (5:11)
2. Draw the Line (3:07)
3. Selah (4:14)
4. Know Me (4:43)
5. Punk-Reggae Jam (3:10) (feat. Russel Castillo of Dogwood)
6. Breathe Babylon (6:27) (feat. Dirt)
7. Preach (3:03)
8. Full Color/1-800-HIT-HOME/Murder (16:26)